# Tronende Sint-Marcus met heiligen
Tronende Sint-Marcus met heiligen is een olieverfschilderij van de Venetiaanse renaissanceschilder Titiaan uit circa 1510-1511. Het was zijn eerste grote altaarstuk en daarmee een voorloper van de revolutionaire altaarstukken die hij enkele jaren later schilderde, zoals de Maria-Tenhemelopneming en de Pesaro-Madonna. Het bevindt zich sinds 1656 in de basiliek Santa Maria della Salute in Venetië.

## Beschrijving
Het schilderij is een sacra conversazione met als centrale figuur de evangelist Marcus, die op een troon op een verhoging zit en scherp afsteekt tegen de wolkenlucht. Hij richt zich direct tot God, terwijl rondom hem op de tegelvloer vier heiligen staan die naar de gebeden van de mensen luisteren en voor hen bemiddelen. Cosmas en Damianus aan de linkerzijde en Rochus en Sebastiaan rechts zijn allemaal heiligen die worden aangeroepen ter bescherming tegen ziektes en in het bijzonder de pest. Dit wijst erop dat het altaarstuk een ex voto was als dank voor het einde van de pest, die in 1504 en 1509-1511 in Venetië woedde en waaraan ook de kunstschilder Giorgione overleed. Het altaarstuk combineert de traditionele pestheiligen Rochus en Sebastiaan met de eerder wetenschappelijke artsen Cosmas en Damianus, alsof iedereen gemobiliseerd moet worden om de pest te bestrijden. Omdat de pest vooral in 1509 en de jaren erna veel slachtoffers maakte, lijkt het waarschijnlijk dat het schilderij naar aanleiding van deze uitbraak is gemaakt. Gezien de aanwezigheid van de evangelist Marcus, de patroonheilige van Venetië, was het mogelijk een opdracht van de staat.
Het is kenmerkend voor de officiële Venetiaanse kunst en architectuur dat de heilige Marcus, zoals hier, verschijnt op een plaats waar normaal gesproken de apostel Petrus zijn opwachting maakt. De paus in Rome was de opvolger van Petrus, maar de republiek Venetië ging in religieus opzicht zo veel mogelijk haar eigen weg en hield liever haar Byzantijnse wortels in ere. Als Petrus wel een prominente plaats inneemt, zoals in de altaarstukken voor Jacopo Pesaro (het altaarstuk in Antwerpen en de Pesaro-Madonna), is dat een teken dat de opdrachtgever zijn relatie met Rome belangrijker vond dan die met Venetië.

## Techniek
Titiaan combineert in dit werk de monumentaliteit en rijke kleuren van Giovanni Bellini met de psychologiserende benadering van Giorgione, die vooral tot uiting komt in de gezichten van Rochus en Sebastiaan. De figuren nemen de volle breedte van het beeld in en schermen, mede door het lage standpunt, een eventueel landschap achter hen volledig af. Het is kenmerkend voor Titiaan dat hij een voorkeur heeft voor ondiepe ruimtes en weinig geïnteresseerd is in de perspectivische constructies waar zijn leermeester Giovanni Bellini en diens broer Gentile in uitblonken. In plaats daarvan geeft hij alleen aan de rechterkant de suggestie van een zuilengang die een dramatische schaduw op Marcus werpt en zijn dominante positie accentueert. Een mogelijk voorbeeld voor dit motief is het Altaarstuk van de heilige Johannes Chrysostomus dat Sebastiano del Piombo rond dezelfde tijd schilderde.
Het schilderij werd vanaf het begin geprezen om de virtuoze kleurenharmonieën, waarvoor Titiaan ruimschoots gebruikt maakte van dure pigmenten, zoals lapis lazuli. Deze zorgden voor diepe, verzadigde kleuren, die door zijn vakkundige gebruik van glaceringen op een onderlaag van lichtere tinten toch transparant bleven. Technisch onderzoek heeft uitgewezen dat Titiaan dit werk niet tot in detail heeft voorbereid, maar gaandeweg, al experimenterend, kleuren uitprobeerde en de compositie van achteren naar voren heeft opgebouwd: eerst de wolkenlucht, daarna de architectuur en ten slotte de figuren, die ook deels over elkaar zijn geschilderd. Een dergelijke aanpak kon hij zich later bij zijn veel grotere Maria-Tenhemelopneming niet permitteren.

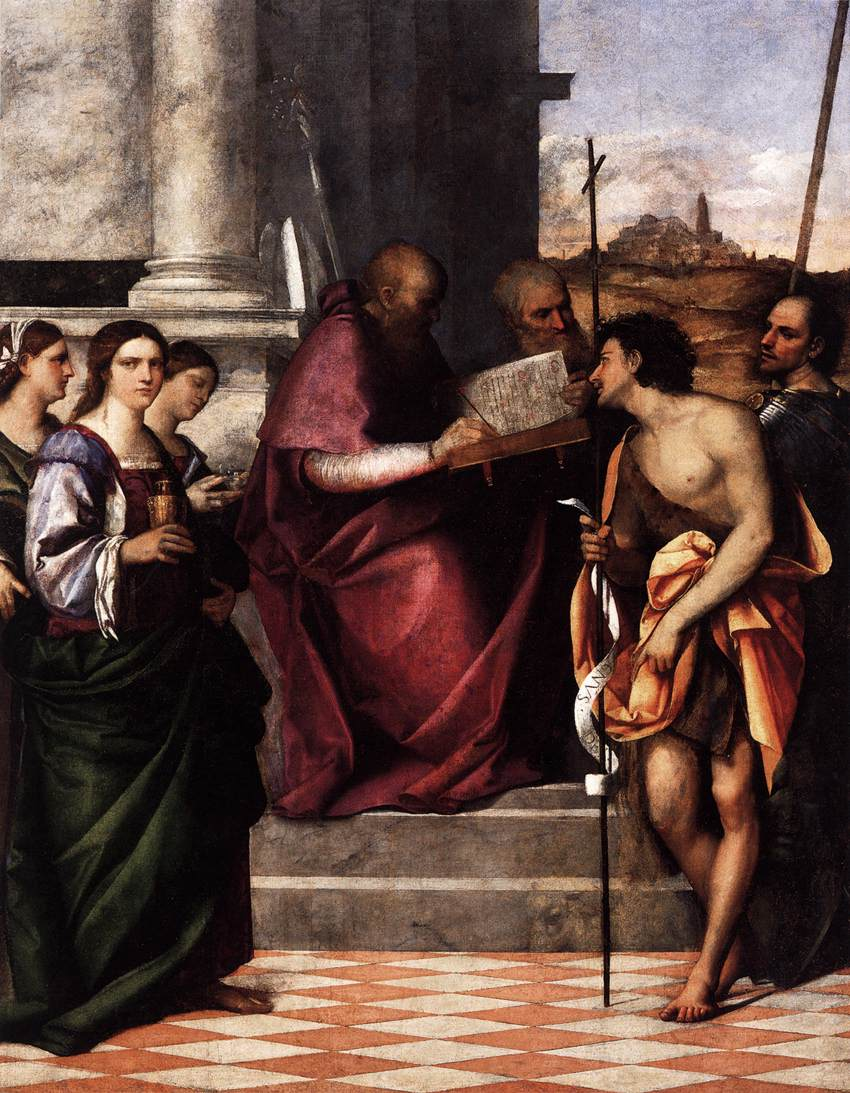
Sebastiano del Piombo, Altaarstuk van de heilige Johannes Chrysostomus, ca. 1510-1511, San Giovanni Grisostomo, Venetië

## Herkomst
Het altaarstuk werd oorspronkelijk geschilderd voor het Maria-altaar van de Santo Spirito in Isola, een augustijnenkerk op een eilandje in de lagune van Venetië. Volgens Vasari werd het in de zestiende eeuw soms toegeschreven aan Giorgione. Na de opheffing van de bedelorde in 1656 werd het samen met andere schilderijen en interieuronderdelen overgebracht naar de Santa Maria della Salute, die vanaf 1631 in aanbouw was. Het schilderij moest in de loop der tijd herhaaldelijk worden gerestaureerd.